# Maddie și David
Maddie și David (în engleză Moonlighting) este un serial de televiziune american, transmis de postul de televiziune ABC din martie 1985 până în 1989. S-au transmis 67 de episoade cu cele două vedete, protagoniștii fiind Bruce Willis și Cybill Shepherd, în rolul a doi detectivi particulari ai agenției americane de investigații "Blue Moon" din Los Angeles. Serialul este o comedie spumoasă, cu influențele unui film de acțiune și chiar romantic.
Coloana sonoră a serialului a fost semnată de Al Jarreau și a devenit de succes. A fost și în topul celor mai bune 100 de seriale de televiziune din toate timpurile. 
Serialul este traversat în permanență de ocheadele și avansurile pe care cei doi protagoniști și le fac unul celuilalt. A însemnat nu numai un succes fulminant pentru Bruce Willis, pentru care a fost ca o rampă de lansare, dar a adus-o din nou în lumina reflectoarelor pe Cybill Shepherd, după o îndelungată absență. 
În serial apar vedete invitate ca Brian Thompson, Tim Robbins, Orson Welles, Robert Joy, Barbara Bain, Dana Delany, Richard Belzer, Eva Marie Saint, Jeffrey DeMunn, Whoopi Goldberg, Paul Sorvino, Linda Thorson, Xander Berkeley, Brad Dourif, Pierce Brosnan, Mark Harmon, Gary Cole, Ray Charles, John Goodman, Terry O'Quinn, Amanda Plummer, Dick Miller, Jennifer Tilly, Virginia Madsen sau Demi Moore.
Episoadele au fost regizate de Robert Butler, Peter Werner, Burt Brinckerhoff, Kevin Conner, Christopher Leitch, Christian I. Nyby II, Will Mackenzie, Peter Crane, Paul Krasny, Allan Arkush, Paul Lynch, Christian Nyby și alții.

## Rezumat
În urma unei inversări a norocului, Maddie Hayes, un fost fotomodel, se trezește falită, cu afaceri menținute doar sub formă de deduceri fiscale, dintre care una este agenția de detectivi „City of Angels”, condusă de David Addison care este mereu nepăsător și lipsit de griji. Între episodul pilot și primul episod al serialului, David o convinge pe Maddie să păstreze agenția de detectivi și să o conducă în parteneriat. Agenția este redenumită „Blue Moon Investigations”, deoarece Maddie era cunoscută ca fotomodelul oficial al Blue Moon Shampoo Company.
Între investigațiile complet nebunești, Maddie are o relație emoționantă, ambiguă și foarte conflictuală cu singurul ei coleg, David Addison, sub privirea angajaților lor de birou, Agnès Topisto (Allyce Beasley) și Herbert Viola (Curtis Armstrong), la fel de nebuni ca șefii lor.
Serialul, cu un amestec de mister, dialog ascuțit și tensiune sexuală între cei doi protagoniști principali, l-a lansat pe Bruce Willis și a readus-o în lumina reflectoarelor pe Cybill Shepherd.

## Episoade

### Sezonul 1 (1985)
1. Moonlighting (Pilot)
2. Gunfight at the So-So Corral
3. Read the Mind... See the Movie
4. The Next Murder You Hear
5. Next Stop Murder
6. The Murder's in the Mail

### Sezonul 2 (1985–1986)
1. Brother, Can You Spare a Blonde?
2. The Lady in the Iron Mask
3. Money Talks... Maddie Walks
4. The Dream Sequence Always Rings Twice
5. My Fair David
6. Knowing Her
7. Somewhere Under the Rainbow
8. Portrait of Maddie
9. Atlas Belched
10. Twas the Episode Before Christmas
11. The Bride of Tupperman
12. North by North DiPesto
13. In God We Strongly Suspect
14. Every Daughter's Father Is a Virgin
15. Witness for the Execution
16. Sleep Talkin' Guy
17. Funeral for a Door Nail
18. Camille

### Sezonul 3 (1986–1987)
1. The Son Also Rises
2. The Man Who Cried Wife
3. Symphony in Knocked Flat
4. Yours, Very Deadly
5. All Creatures Great... and Not So Great
6. Big Man on Mulberry Street
7. Atomic Shakespeare
8. It's a Wonderful Job
9. The Straight Poop
10. Poltergeist III - Dipesto Nothing
11. Blonde on Blonde
12. Sam & Dave
13. Maddie's Turn to Cry
14. I Am Curious... Maddie
15. To Heiress Human

### Sezonul 4  (1987–1988)
1. A Trip to the Moon
2. Come Back Little Shiksa
3. Take a Left at the Altar
4. Tale in Two Cities
5. Cool Hand Dave: Part 1
6. Cool Hand Dave: Part 2
7. Father Knows Last
8. Los Dos Dipestos
9. Fetal Attraction
10. Tracks of My Tears
11. Eek! A Spouse!
12. Maddie Hayes Got Married
13. Here's Living with You, Kid
14. And the Flesh Was Made Word

### Sezonul 5 (1988–1989)
1. A Womb with a View
2. Between a Yuk and a Hard Place
3. The Color of Maddie
4. Plastic Fantastic Lovers
5. Shirts and Skins
6. Take My Wife, for Example
7. I See England, I See France, I See Maddie's Netherworld
8. Those Lips, Those Lies
9. Perfetc
10. When Girls Collide
11. In 'N Outlaws
12. Eine Kleine Nacht Murder
13. Lunar Eclipse